# 2005年印尼食品恐慌
2005年印尼食品恐慌是发生于印度尼西亚雅加达市的一场食品恐慌，当时印尼政府发现首都60%的面馆提供的面条里含有甲醛这种致癌物质。2007年越南食品恐慌也同样在面条内发现了相同的污染物，跟着这种化学防腐剂在豆腐、面条、和咸鱼被发现了。泰国 拥有相同的甲醛问题。谣言说鸡肉中也含有这种物质。  对于印度尼西亚这样一个不食用猪肉的伊斯兰国家来说，这个消息对印尼人食用鸡肉有极负面的影响。
2006年德波克的卫生机构在中小学校的食物中发现了其他污染物，如苯甲酸钠、环己胺磺酸盐和四硼酸钠含量超标。苯甲酸和甜蜜素在印度尼西亚成为相当普通的食品添加剂。其他样本也同样发现了，类似四硼酸钠、若丹明、甲醛和皂黄—一种染料—等非适合日常消费的物质。

## 参照
- 食品污染
- 2008年中国牛奶丑闻